# Втора индо-пакистанска война
Втората индо-пакистанска война е въоръжен конфликт, воден между Индия и Пакистан в периода август – септември 1965 г. Той започва с пакистанската операция „Гибралтар“, която има за цел да проникне в Джаму и Кашмир и да разпали въстание срещу индийската власт там. Индия отвръща на този ход с пълномащабна военна атака срещу Западен Пакистан. Седемнадесетдневната война води до хиляди жертви и от двете страни и включва схватки с бронирани машини, както и най-голямото танково сражение след Втората световна война. Военните действия между двете страни приключват след примирие, уредено от ООН, и дипломатическа намеса от Съветския съюз и САЩ. То е формализирано с Ташкентската декларация от 10 януари 1966 г. Голяма част от войната се води от сухопътните сили на двете държави в Кашмир и по индо-пакистанската граница. В хода на военните действия се мобилизират много войски, а повечето от сраженията се водят между пехотни и бронирани формирования със значителна подкрепа от въздушните сили.
Индия разполага с надмощие над Пакистан към момента на подписването на примирието. Макар двете държави да се сражават до достигане на равно положение, конфликтът се разглежда като стратегическо и политическо поражение за Пакистан, който нито успява да разпали въстание в Кашмир, нито да получи значителна подкрепа на международно ниво.
На международната сцена, войната се разглежда на фона на глобалната Студена война и води до значителни геополитически промени на субконтинента. Преди избухването на войната, САЩ и Великобритания са главните съюзници на Индия и Пакистан и са техни главни доставчици на военно оборудване и чужди помощи за развитие. По време на конфликта и след него, както Индия, така и Пакистан се чувстват предадени от липсата на подкрепа от страна на западните сили за съответните им позиции. Тези чувства на измяна се подсилват от налагането на американско и британско ембарго върху военната помощ за двете страни. В резултат на това, Индия и Пакистан започват открито да развиват близки връзки, съответно със Съветския съюз и Китай. Възприетото като негативно отношение на западните сили по време на войната продължава да засяга отношенията на Запада със субконтинента дълго време след приключването на конфликта.